# Gabinete de Canadá
El Gabinete de Canadá (en francés: Cabinet du Canada) es un cuerpo de ministros de la Corona que, junto con el monarca canadiense, y dentro de los principios del sistema de Westminster, forma el gobierno de Canadá. Presidido por el primer ministro, el Gabinete es un comité del Consejo Privado del Rey de Canadá y el escalón superior del Ministerio, la membresía del Gabinete y el ministerio a menudo son co-terminales; hasta noviembre de 2015 no había miembros de este último que no fueran también miembros del primero.
Por razones prácticas, se hace referencia informalmente al Gabinete en relación con el primer ministro a cargo o el número de ministerios desde la Confederación. El gabinete actual es el de Justin Trudeau, que forma parte del 29º Ministerio. El uso intercambiable de los términos gabinete y ministerio es una inexactitud sutil que puede causar confusión.

## Composición

### Rey en Consejo
El Gobierno de Canadá, formalmente denominado Gobierno de Su Majestad, se define en la Constitución como el Rey que actúa aconsejado por su Consejo Privado; lo que técnicamente se conoce como el Rey en Consejo, o a veces el Gobernador en Consejo, refiriéndose al gobernador general como sustituto del Rey. Sin embargo, el Consejo Privado —compuesto en su mayoría por antiguos miembros del parlamento, presidentes y expresidentes de la Corte Suprema de Canadá y otros estadistas de edad avanzada— rara vez se reúne en pleno; como las estipulaciones de un gobierno responsable exigen que quienes asesoran directamente al monarca y al gobernador general sobre cómo ejercer la Prerrogativa Real rindan cuentas ante la Cámara de los Comunes elegida de Canadá, el funcionamiento cotidiano del gobierno sólo está guiado por un subgrupo del Consejo Privado formado por personas que ocupan escaños en el parlamento. Este cuerpo de ministros de la Corona es el Gabinete, que se denomina con la frase Rey en Consejo (King-in-Council en inglés). 

### Selección y estructura

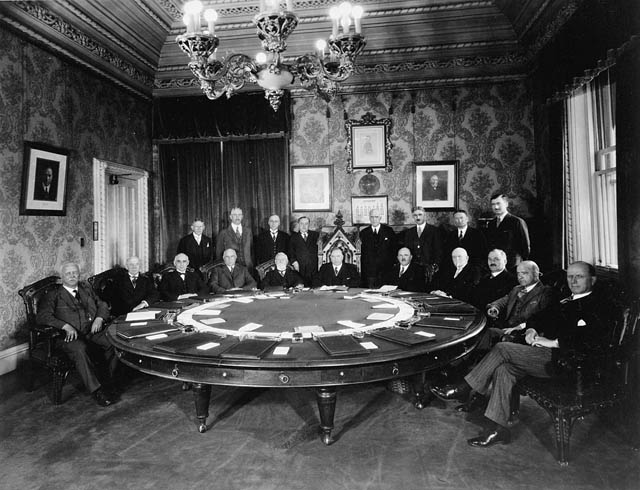
Reunión del Gabinete de William Lyon Mackenzie King en 1930

El gobernador general nombra para el Gabinete a las personas elegidas por el primer ministro; aunque no existen cualificaciones legales de los posibles ministros, hay una serie de convenciones que se espera que se sigan.  Por ejemplo, suele haber un ministro de cada provincia de Canadá, ministros de grupos minoritarios visibles, ministras y, aunque la mayoría de los elegidos para servir como ministros de la Corona son miembros del Parlamento, un Gabinete incluye a veces a un senador, especialmente como representante de una provincia o región en la que el partido gobernante obtuvo pocas o ninguna circunscripción. 
No es legalmente necesario que los miembros del Gabinete tengan un cargo en el Parlamento, aunque casi siempre son elegidos de la Cámara de los Comunes. De vez en cuando, puede incluirse a un senador.
Al igual que ocurre con otros gobiernos derivados de Westminster, pero a diferencia del Gabinete de Estados Unidos, el tamaño y la estructura del Gabinete canadiense son relativamente maleables, la plantilla de cargos del Gabinete tiende a reestructurarse sustancialmente de forma periódica, produciéndose el último gran periodo de reajuste entre 1993 y 1996. A lo largo del siglo XX, los Gabinetes habían ido aumentando de tamaño hasta el Gabinete presidido por Brian Mulroney, con una plantilla de 40 ministros. El sucesor de Mulroney, Kim Campbell, redujo este número, y Jean Chrétien eliminó del Gabinete a unos 10 miembros del ministerio, de modo que en 1994 había un total de 23 personas en el Gabinete. Bajo la presidencia de Paul Martin, el número volvió a aumentar hasta 39, en torno al cual se ha mantenido. En 2021, el Gabinete Trudeau contaba con 37 ministros.
El Gabinete propiamente dicho — o el Gabinete en pleno— se divide a su vez en comisiones. El Consejo del Tesoro, que supervisa el gasto de los fondos estatales del soberano en cada departamento, es uno de los más importantes. La estructura del Gabinete fluctúa entre los ministerios y dentro de ellos.  Por ejemplo, el Comité de Prioridades y Planificación, a menudo denominado Gabinete interno, era el órgano que fijaba las orientaciones estratégicas del Gobierno bajo Stephen Harper, aprobando los nombramientos clave y ratificando la pertenencia a los comités. Este comité dejó de existir con Justin Trudeau. Otros comités del Gabinete comunes a todas las estructuras de comités son los de Operaciones, Asuntos Sociales, un comité centrado en el Crecimiento Económico, Asuntos Exteriores y Seguridad, Medio Ambiente y Seguridad Energética. Cada comisión está presidida por un ministro de alto rango cuya cartera puede coincidir con el mandato de la comisión.

### Ministros, secretarios y adjuntos

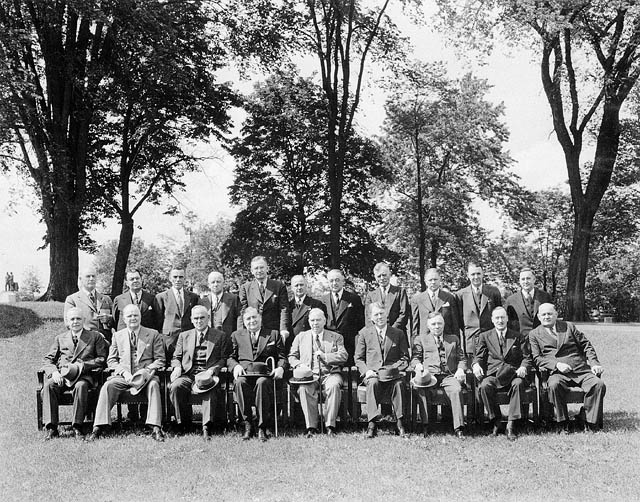
El 16.º Ministerio canadiense, presidido por William Lyon Mackenzie King, en el recinto del Rideau Hall, 19 de junio de 1945.

Cada ministro de la Corona es responsable de la administración general de al menos una cartera gubernamental y dirige un ministerio o ministerios correspondientes, conocidos en Canadá como departamentos u organismos. El ministro más importante, tras el primer ministro, es el de Finanzas, mientras que otros ministerios de alto perfil son los de Asuntos Exteriores, Industria, Justicia y Sanidad. Sin embargo, el orden oficial de precedencia no sigue el mismo patrón, ya que los ministros se enumeran en el orden de su nombramiento como Consejero Privado, si son nombrados para el Consejo Privado el mismo día, en orden de elección o nombramiento para el parlamento.